# 擬似言語
擬似言語または疑似言語（ぎじげんご）は、擬似的なプログラミング言語のことで、自然言語などによる抽象度の高い記述などを交えることも許すことで、アルゴリズムの理解などを助けるなどの目的に使われる言語である。一般にインタプリタやコンパイラのような処理系は無い。擬似言語によるコードを擬似コードなどと言う。ダイクストラ法#擬似コードに実例がある。

## 試験用の疑似言語
情報関係の資格試験では、既存の言語で出題するとそれを使っている特定の受験者が有利になってしまうため、試験用に開発された言語を利用している。

### 基本情報技術者試験
基本情報技術者試験の午後試験において2009年（平成21年）春の出題から使われている擬似言語がある。擬似的にアルゴリズムを簡略化して表現している、構文はC言語に類似している。制度改正によって、プログラミング言語を選択する必要がなくなったことに対する代用として作られたものと思われる。
また、2009年（平成21年）春よりソフトウェア開発の問題（選択必須）で追加された表計算ソフトの問題にも、擬似言語を用いたマクロ定義の問題が出題されている。初級システムアドミニストレータ試験やITパスポート試験のように単に機能や関数を知っていれば解答できる、というものではなく、論理的思考力が要求されるため、難易度は高い。

### 情報処理技術者試験
情報処理技術者試験のプログラミング能力試験では、試験用に開発されたアセンブリ言語であるCASLを使う。

### ITパスポート試験
ITパスポート試験において2022年（令和4年度）4月から、擬似言語を用いたプログラミング的思考力を問う出題が追加される。